# 카부르트

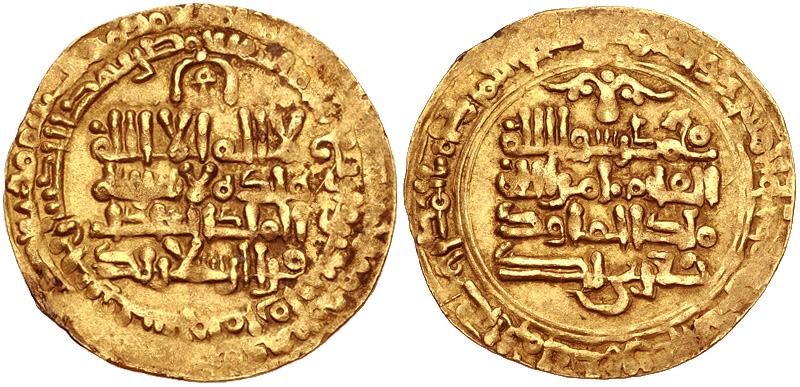
카부르트 황금 디나르(Gold dinar), 대군주로서 차그리 벡(Chaghri Beg). 1056년-1057년 지로프트(Jiroft)에서 주조

카라 아르슬란 아흐마드 카부르트(Kara Arslan Ahmad Qavurt, ?-1073), 혹은 카부르트, 카우르드는 영어로 Kavurt라고도 쓴다. 셀주크 제국(Seljuq Empire)의 왕자이다. 형의 죽음으로 셀주크 왕조 획득 시도로 조카를 상대로 반란을 일으켰으나 실패했다.

## 배경
셀주크 왕조는 튀르크 계통 수니파 이슬람(Sunni Islam]] 왕조로 셀주크제국과 룸 술탄국(Sultanate of Rum)을 세웠고, 전성기에는 아나톨리아(Anatolia)에서 확장하여
페르시아(Persia)를 관통했다. 카부르트는 차그리 베이(Çağrı Bey)의 아들이자, 왕조 창립자 셀주크(Seljuk)의 손자였다. 카부르트의 형제  Qavurt's brother 알프 아르슬란(Alp Arslan)은 삼촌 투그룰(Tuğrul)을 이어 새로운 술탄(sultan)으로 올랐고, 카부르트는 당시 페르시아 남부 키르만(Kirman)의 총독으로 자신의 순번을 대기하고 있었다.

## 알프 아르슬란의 유지
1072년, 알프 아르슬란(Alp Arslan)이 사망했다. 사망 전 그는 차남 말리크샤 1세(Malik Shah I)에게 물려 줄 것을 유지로 남겨두었다. 또한 왕위 쟁탈전의 발발 가능성늘 우려했다. 장남 아야즈(Ayaz)와 형제 카부르트는 대항자였다. 타협으로 아야즈와 카부르트에게 상당한 권한을 부여했다.

## 카부르트 반란
말리크샤 1세는 17-18세에 왕위를 이었다. 아야즈는 문제가 없다고 했지만 카부르트의 반란에 직면했다. 그의 고관 니잠 알 물크(Nizam al-Mulk)는 말리크샤 1세 통치기에 카부르트가 사실상 제국의 군주가 되었다는 것을 더 걱정했다. 카부르트는 작은 군대를 거느렸지만, 말리크샤 1세의 군대의 오구즈 튀르크(Oghuz Turk) 장교(officier)들은 카부르트를 지지하는 모습이었다. 말리크샤 1세와 니잠 알 물크는 비 튀르크 연대를 셀주크 군대에 추가하였다. 아르투크 왕조(Artukids) 역시 말리크샤 1세를 지지했다. 1073년 5월 16일, 충돌이 하메단(Hamedan) 인근 케르스 카프(Kerç kapı)라는 지역 혹은 케르츠(Kerec)에서 발생했다. 말리크샤 1세는 카부르트의 군대를 꺾었다. 카부르트는 탈출했지만, 곧 체포되었다. 처음 말리크샤 1세는 삼촌 카부르트를 용서하려 하였다. 그러나 니잠 알 물크는 말리크샤 1세를 설득하여 카부르트를 처형했다. 니잠 알 물크 역시 카부르트의 네 아들 중 2명을 처형했다. 후에 그는 카부르트의 일파로 의심된 튀르크 지휘관 대부분을 몰살했다.

## 이후
카부르트의 패배는 제국의 튀르크 성격에 있어 타격을 가하였다. 그러나 카부르트의 다른 아들들은 키르만에서 말리크샤 1세의 신하로서 간신히 통치할 수 있었다. 후에 이 나라는 케르만 셀주크 술탄국(Kerman Seljuk Sultanate)로 이어졌다. 그의 나라는 셀주크 제국보다 오래 존속되었다.